# Capitán Carmelo Peralta
Capitán Carmelo Peralta (más conocido como Carmelo Peralta) es una ciudad y municipio paraguayo del departamento de Alto Paraguay, ubicado a orillas del Río Paraguay, en la frontera con Porto Murtinho, Mato Grosso del Sur, Brasil, a unos 716 km de Asunción.
Es conocida como "La entrada al Pantanal" o "La Ciudad del Pantanal", ya que a partir de aquí se puede visitar El Pantanal, que es el humedal más grande del mundo, compartido entre Paraguay, Brasil y Bolivia.
En la localidad comienza la ruta PY15 "Bioceánica", que atraviesa el Chaco Paraguayo de este a oeste y llega hasta la localidad de Pozo Hondo, frontera con Argentina.

## Toponimia
Recibe su nombre en honor a Carmelo Peralta, un destacado aviador militar paraguayo oriundo de Quiindy, que sirvió durante la Guerra del Chaco con el rango de Capitán, dentro de la Fuerza Aérea Paraguaya. Posteriormente fue ascendido al rango de Mayor y fue piloto personal del presidente José Félix Estigarribia y de su esposa Julia Miranda Cueto, con los cuales falleció en un accidente aéreo el 7 de septiembre de 1940, a la edad de 30 años. Luego fue ascendido póstumamente al grado inmediatamente superior de Teniente Coronel.

## Historia
Los primeros pobladores llegaron en 1898, siendo inicialmente 12 familias, entre las que se destaca una mujer brasileña llamada Margarita que fue la primera en asentarse en la isla que hoy lleva su nombre, la isla Margarita.
En un mapa paraguayo de 1933 (en plena Guerra del Chaco) la zona de Carmelo Peralta aparece con el nombre de Puerto Eduardo, funcionando como una estancia ganadera.
El pueblo actual de Carmelo Peralta fue fundado oficialmente el 2 de mayo de 1940, frente a la localidad brasileña de Porto Murtinho, durante el gobierno de José Félix Estigarribia.
Por aquellos años también operaba en la zona la empresa anglo-argentina The River Plate Quebracho Company S.A. que extraía árboles de quebracho para la producción de tanino, una sustancia que servía para convertir las pieles crudas de animales en cuero, en un proceso conocido como curtido.
En 1948 se crea el Vicariato Apostólico del Chaco Paraguayo, siendo su primer obispo monseñor Ángel Muzzolón un salesiano de origen uruguayo, durante su obispado entre 1956 a 1962 se tuvieron los primeros contactos con los indígenas ayoreos cerca del Fortín Madrejón en pleno Chaco Boreal. En 1963 debido a las sequías los Salesianos trasladaron su misión a Puerto María Auxiliadora a 30 km al sur de Carmelo Peralta, a orillas del Río Paraguay, cerca del Cerro Siete Cabezas (Cucaani) y los indígenas ayoreos que fueron evangelizados se trasladaron allí.
En 1974 se intentó fundar una colonia paraguaya con el nombre de Colonia Francisco Careaga Chávez, cerca del Cerro Siete Cabezas, pero al final diez años después la mayoría de las tierras fueron vendidas a capitales brasileños.
Carmelo Peralta formaba parte administrativamente del distrito de Puerto Casado, hasta que el 2 de mayo del 2008 se convirtió en municipio, según la Ley N° 3.471.

## Geografía
Se ubica en la orilla derecha (Occidental) del río Paraguay, en la frontera con Porto Murtinho, Mato Grosso del Sur, Brasil. Al noroeste limita con Toro Pampa, al norte con Puerto Guaraní y Fuerte Olimpo y al noreste, este y sureste con Porto Murtinho en Brasil, y al sur con Puerto María Auxiliadora y Puerto La Esperanza, al suroeste con Coronel Centurión (Cruce Paragro) y oeste con Mayor Hilario Amarilla (Cruce 65), respectivamente.
| Noroeste: Toro Pampa                        | Norte: Puerto Guaraní y Fuerte Olimpo               | Nordeste: Porto Murtinho |
| Oeste: Mayor Hilario Amarilla (Cruce 65)    |                                                     | Este: Porto Murtinho     |
| Suroeste: Coronel Centurión (Cruce Paragro) | Sur: Puerto María Auxiliadora y Puerto La Esperanza | Sureste: Porto Murtinho  |

### Distancias a otras ciudades importantes
- Asunción 716 km
- Bella Vista Norte 184 km (pasando por Brasil)
- Filadelfia 311 km
- Pedro Juan Caballero 329 km
- Concepción 594 km
- Jardim 220 km
- Bonito 230 km
- Campo Grande 455 km
- São Paulo 1344 km
- Santos 1416 km
- Salvador Mazza 761 km
- San Salvador de Jujuy 1088 km
- Salta 1136 km
- Villa Montes 732 km
- Tarija 944 km
- Santa Cruz de la Sierra 1184 km

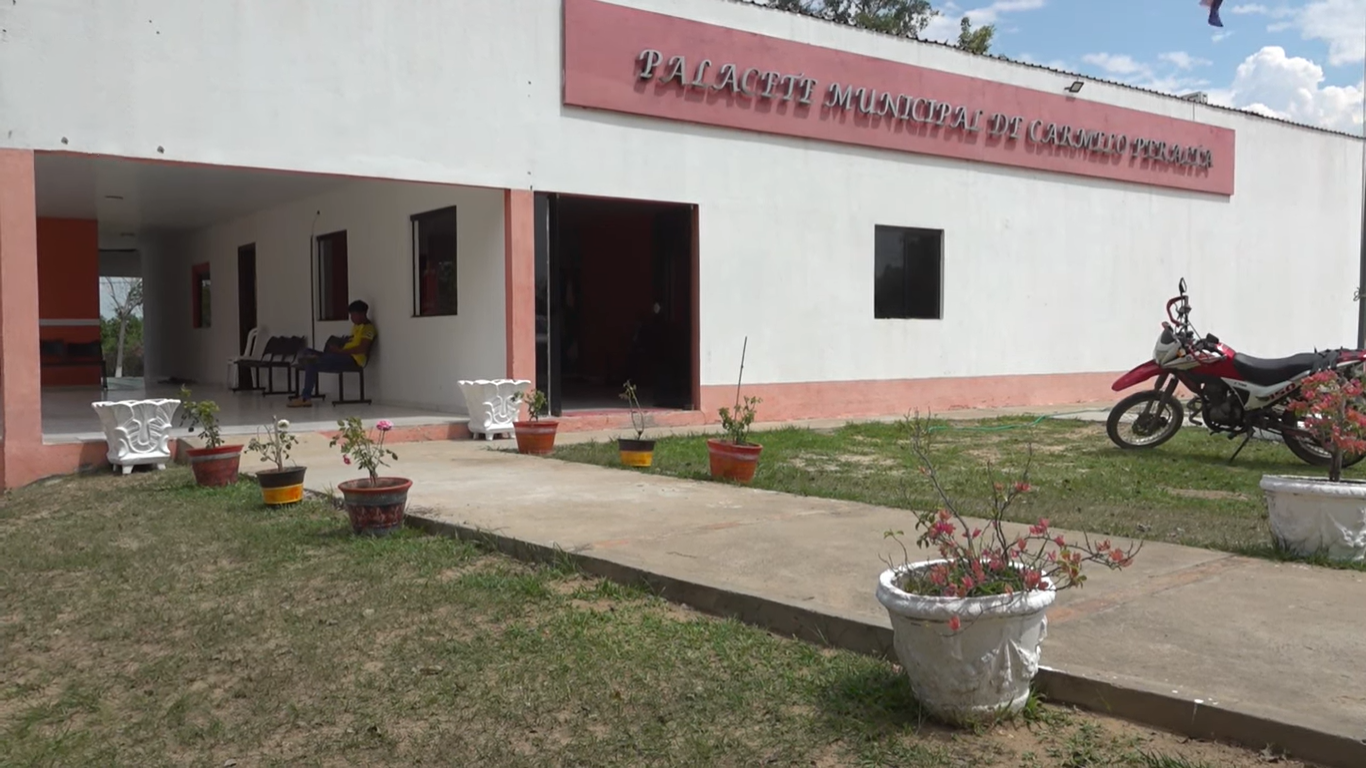
Municipalidad de Carmelo Peralta.

- Tocopilla 1817 km
- Antofagasta 1874 km
- Iquique 2048 km

## Clima
El clima de Capitán Carmelo Peralta puede ser clasificado como clima tropical de sabana (Aw), de acuerdo con la clasificación climática de Köppen, este clima se caracteriza por poseer un invierno seco y un verano lluvioso, ya que la estación seca coincide con los meses más fríos del invierno y las lluvias con los más cálidos. En verano la temperatura llega a los 45 °C como máximo y en invierno puede llegar a los 4 °C como mínimo.

## Economía
La mayoría de los habitantes de Carmelo Peralta se dedican a la ganadería, la agricultura, la pesca, el turismo, la venta de artesanías, los paseos en bote y el comercio con Brasil.

## Demografía
Su población la constituyen criollos paraguayos, indígenas de la etnia ayoreo y ganaderos brasileños; cuenta con una población que gira en torno a los cinco mil habitantes. 
Aparte de su principal centro urbano, también cuenta con otras poblaciones más alejadas dentro del territorio del municipio como:
- Puerto La Esperanza (Ex Puerto Sastre) con 800 habitantes.[31]
- Colonia Monseñor Ángel Muzzolón con 50 habitantes.[32]
- Puerto María Auxiliadora (Comunidad Indígena Cucaani) con 50 habitantes.[33][18]
- Mayor Hilario Amarilla (Cruce 65) (Desvío a Bahía Negra) con 40 habitantes.[34]

## Infraestructura
Actualmente con el asfaltado de la ruta PY15 y la actual construcción del Puente Bioceánico con Brasil, el distrito se está desarrollando rápidamente. Por lo que, muchas empresas están invirtiendo en la zona, creando desarrollos inmobiliarios, hoteles, restaurantes, bodegas, minimercados, estaciones de servicio, talleres mecánicos, comerciales minoristas de productos importados, etc.

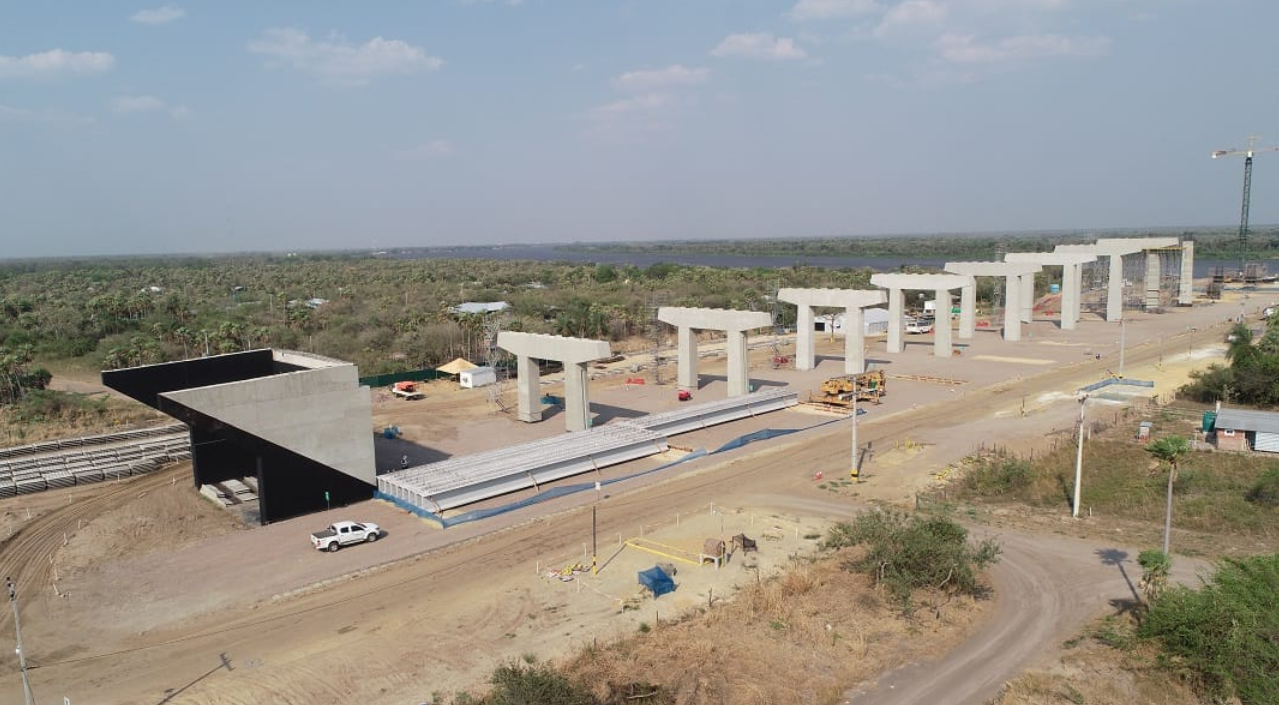
Puente Bioceánico (actualmente en construcción).

Cuenta también con varias instituciones públicas como: escuelas, colegios, centros de salud, una comisaría, un juzgado de paz, iglesias, entre otros.
La localidad posee una pequeña pista de aterrizaje de tierra de unos 1.300 metros de longitud, para el transporte aéreo de la zona. Aunque en el futuro se proyecta la construcción de un moderno aeropuerto a las afueras de la ciudad, que cuente con una pista de asfalto, sirviendo así como la principal terminal aérea para transporte de cargas y pasajeros de la región.

## Turismo
En los últimos años, ha habido un pequeño auge turístico de personas (principalmente brasileños) que vienen a hacer turismo de compras, pesca y a conocer la naturaleza del Gran Pantanal Chaqueño. Por lo que cada vez más personas están invirtiendo en mejorar la infraestructura turística de la zona.
Los principales atractivos turísticos del municipio son:
- El kilómetro cero de la ruta PY15 "Bioceánica", donde está el cartel de bienvenida al municipio.Cartel de entrada al municipio.

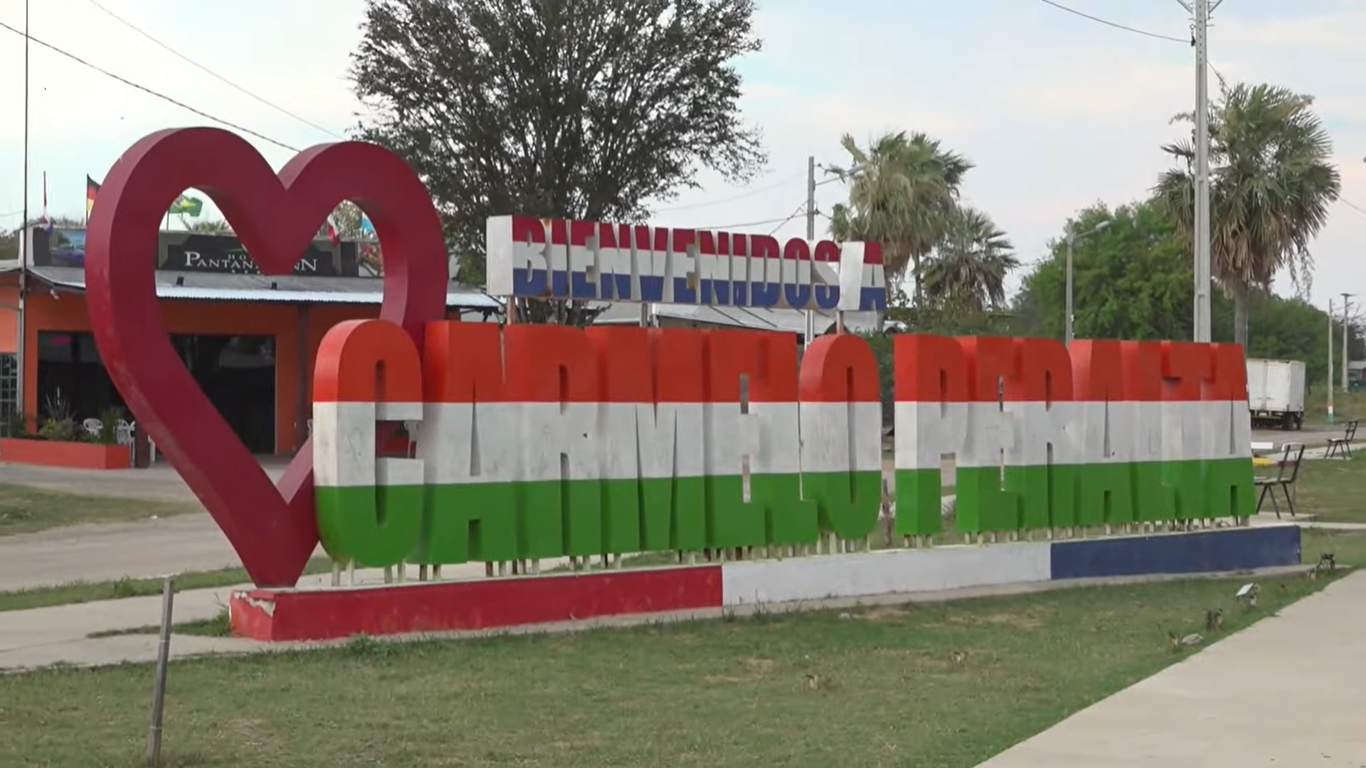
Cartel de entrada al municipio.

- La Costanera de Carmelo Peralta, donde hay embarcaciones para cruzar a Brasil, a la Isla Margarita o para pasear por el Río Paraguay, pescar y conocer El Pantanal Chaqueño.Costanera de Carmelo peralta.

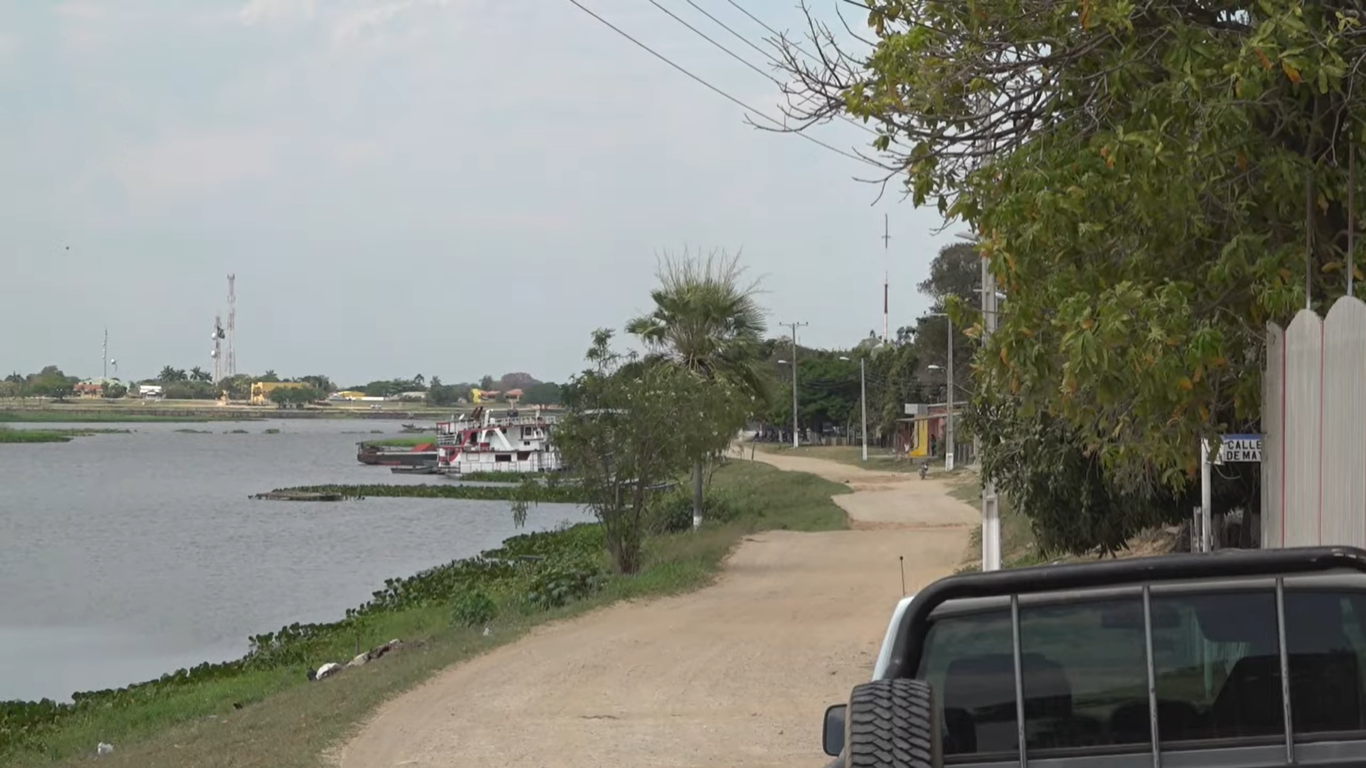
Costanera de Carmelo peralta.

- La Isla Margarita, donde existen muchos comercios y hoteles.[40]
- El Cerro Siete Cabezas (Cucaani), con 248 m s.n.m. es el punto más alto de la zona, está ubicado a 30 km al sur del centro urbano.[41][33][18]Cerro Siete Cabezas (Cucaani).

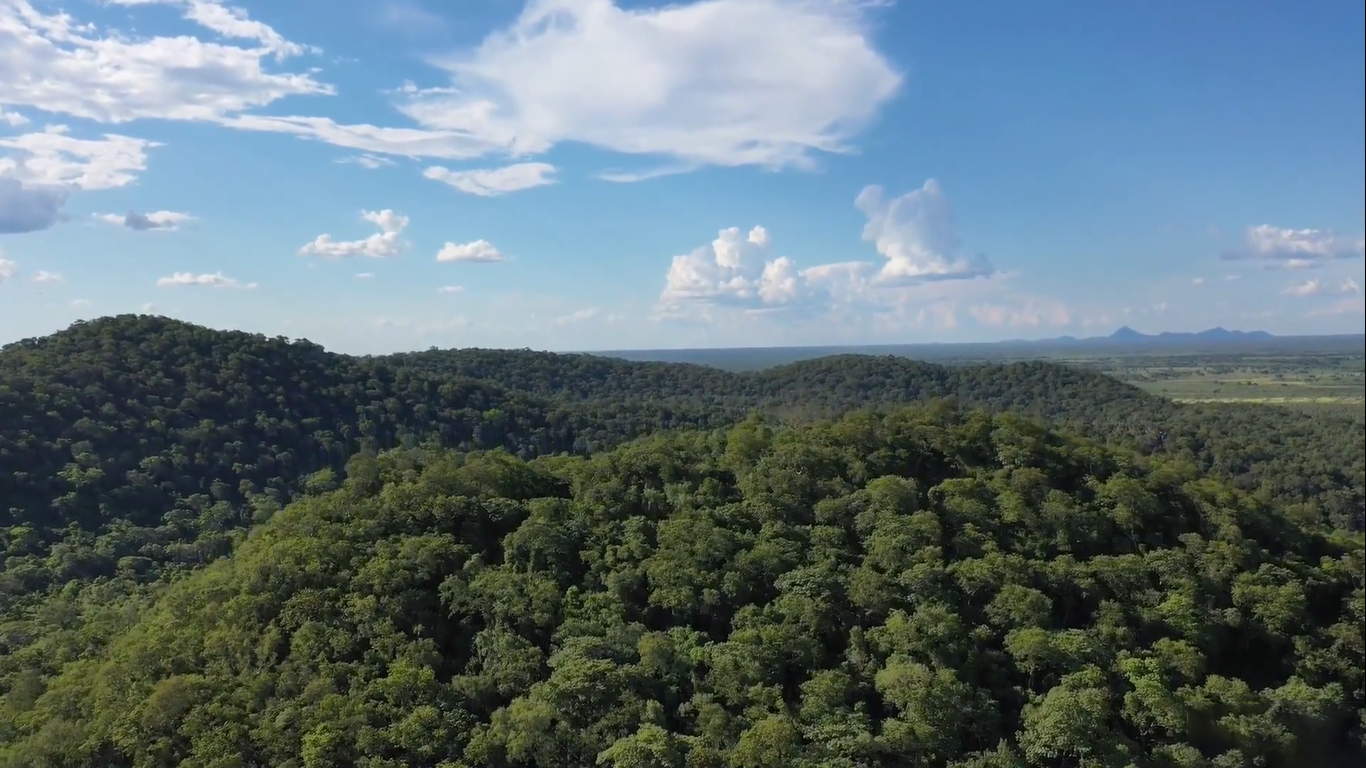
Cerro Siete Cabezas (Cucaani).

- La Cantera de Carmelo Peralta (Cerro Celina) con 121 m s.n.m., está ubicado cerca del Cerro Siete Cabezas.[42][43][44][45]
- La Laguna Boggiani y los cerros cercanos, es el lugar donde falleció el fotógrafo y etnólogo italiano Guido Boggiani, ubicado a 35 km al norte del centro urbano de Carmelo Peralta, frente al Cerro Pan de Azúcar, del lado brasileño.[46][47][48]
- Las Comunidades Indígenas de los Ayoreos (Punta Euei, Atapi, Tiogai, Guida Ichai, Isla Alta, Cucaani y Nueva Esperanza) para conocer su cultura, artesanías y estilo de vida.[49][50]Puente ecológico en la Comunidad Indígena Nueva Esperanza.

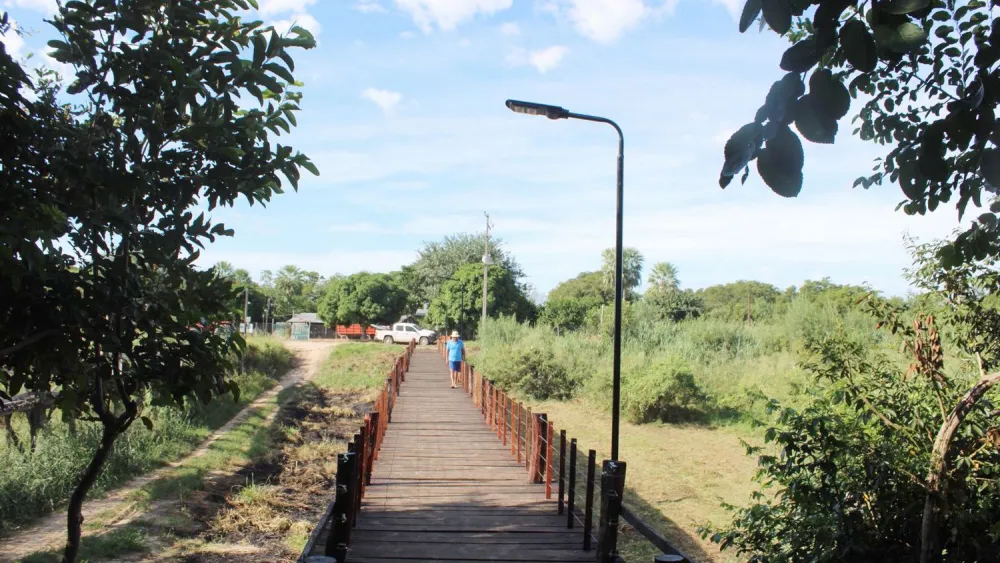
Puente ecológico en la Comunidad Indígena Nueva Esperanza.

- El Museo Verde de la Comunidad Ayoreo Punta, que presenta una colección de reliquias, objetos e informaciones sobre la tribu de los ayoreo.[51][52][53]